# Uwe Seeler
Uwe Seeler (5 tháng 11 năm 1936 tại Hamburg - mất ngày 21 tháng 7 năm 2022 tại Norderstedt) là một huấn luyện viên bóng đá và cũng từng là cầu thủ bóng đá người Đức. Ông chơi cho câu lạc bộ Hamburger SV và có 72 lần khoác áo đội tuyển quốc gia.
Seeler là một trong những cầu thủ nổi tiếng nhất của Đức nổi tiếng với những pha ghi bàn lật bàn đèn và khả năng chơi đầu. Năm 2004 ông được Pelé vinh danh vào top 100 những cầu thủ vĩ đại nhất còn sống FIFA 100.

## Sự nghiệp bóng đá

### Câu lạc bộ
Seeler theo bước cha mình để trở thành một cầu thủ của Hamburger SV. Trước sự chào mời của các câu lạc bộ ở Ý và Tây Ban Nha nhưng ông vẫn trung thành với Hamburg. Cùng với là một cầu thủ bên cạnh đó ông còn là một thương gia bởi thời đó những ngôi sao bóng đá tiền lương không nhiều như bây giờ.
Seeler là một tiền đạo nổi tiếng với những cú sút tung người sút bóng trên không. Ông đã ghi 137 bàn trong 269 trận ở Bundesliga và ghi 43 bàn trong 72 lần thi đấu cho đội tuyển bóng đá quốc gia Đức. Ở các cúp châu Âu ông đã ghi 21 bàn cho câu lạc bộ của mình. Ông là đội trưởng của câu lạc bộ cũng như đội tuyển quốc gia trong nhiều năm. Ông cùng câu lạc bộ đã giành được cup vô địch Đức năm 1960 và cup quốc gia Đức năm 1963. Ông là vua phá lưới Bundesliga mùa bóng 63-64 và từng 3 lần là cầu thủ hay nhất năm của Đức vào các năm 1960, 1964, 1970.
Năm 1978, năm cuối cùng của sự nghiệp, ông chơi cho câu lạc bộ Cork Celtic.

### Đội tuyển quốc gia
Ông cũng đã 4 lần tham dự World Cup như Pelé vào các năm 1958, 1962, 1966, 1970. Trong đó năm 1966 đội Đức của ông đã lọt được vào trận chung kết nhưng lại thất bại trước đội chủ nhà Anh trong hiệp phụ.
Ông chưa bao giờ vô địch ở World Cup một cách đáng tiếc vì Đức vô địch vào 4 năm trước và sau thời của ông (1954, 1974). Tuy vậy ông đã lập được những kỉ lục tại World Cup: người đầu tiên thi đấu 21 trận ở các kỳ World Cup (kỉ lục thi đấu 21 trận đã bị vượt qua và hiện Seeler xếp thứ 3); người đầu tiên ghi được bàn thắng ở cả bốn kỳ World Cup (sau đó một thời gian ngắn Pelé cũng làm được điều này); xếp thứ 3 về tổng số phút chơi tại World Cup sau Paolo Maldini và Lothar Matthäus.

## Sau khi giải nghệ
Sau khi giải nghệ ông từng có thời gian làm chủ tịch câu lạc bộ Hamburger SV năm 1995 nhưng sau hơn 2 năm ông phải từ chức vì dính một vụ scandal mà ông phải chịu trách nhiệm. Tuy nhiên, vụ đó ông hoàn toàn không liên quan.
Với những cống hiến của mình cho bóng đá ông được bầu vào danh sách FIFA 100 vào tháng 3 năm 2004.